# 大沙地駅
大沙地駅（だいさちえき）は、中華人民共和国広東省広州市黄埔区大沙地西路と港湾路の交差点にある広州地下鉄5号線の駅である。

## 歴史
- 2009年12月28日：開業[1]。

## 駅構造
- 島式ホーム1面2線を有する地下駅。開業当初からホームドア設置。

### のりば
| 番線 | 路線    | 行先             |
| ---- | ------- | ---------------- |
| 1    | ■ 5号線 | 黄埔新港方面     |
| 2    | ■ 5号線 | 広州駅・滘口方面 |

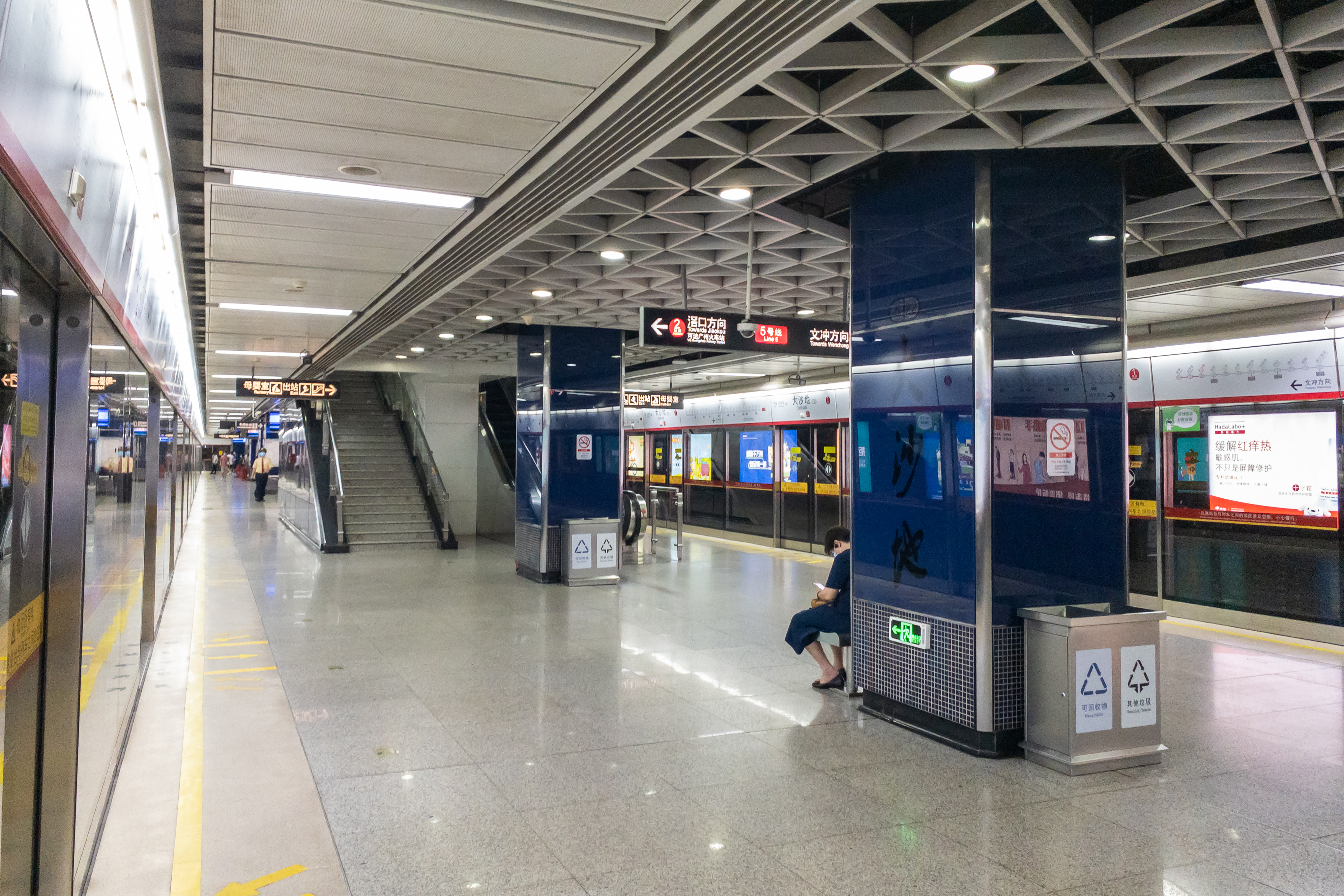
ホーム（2022年5月）
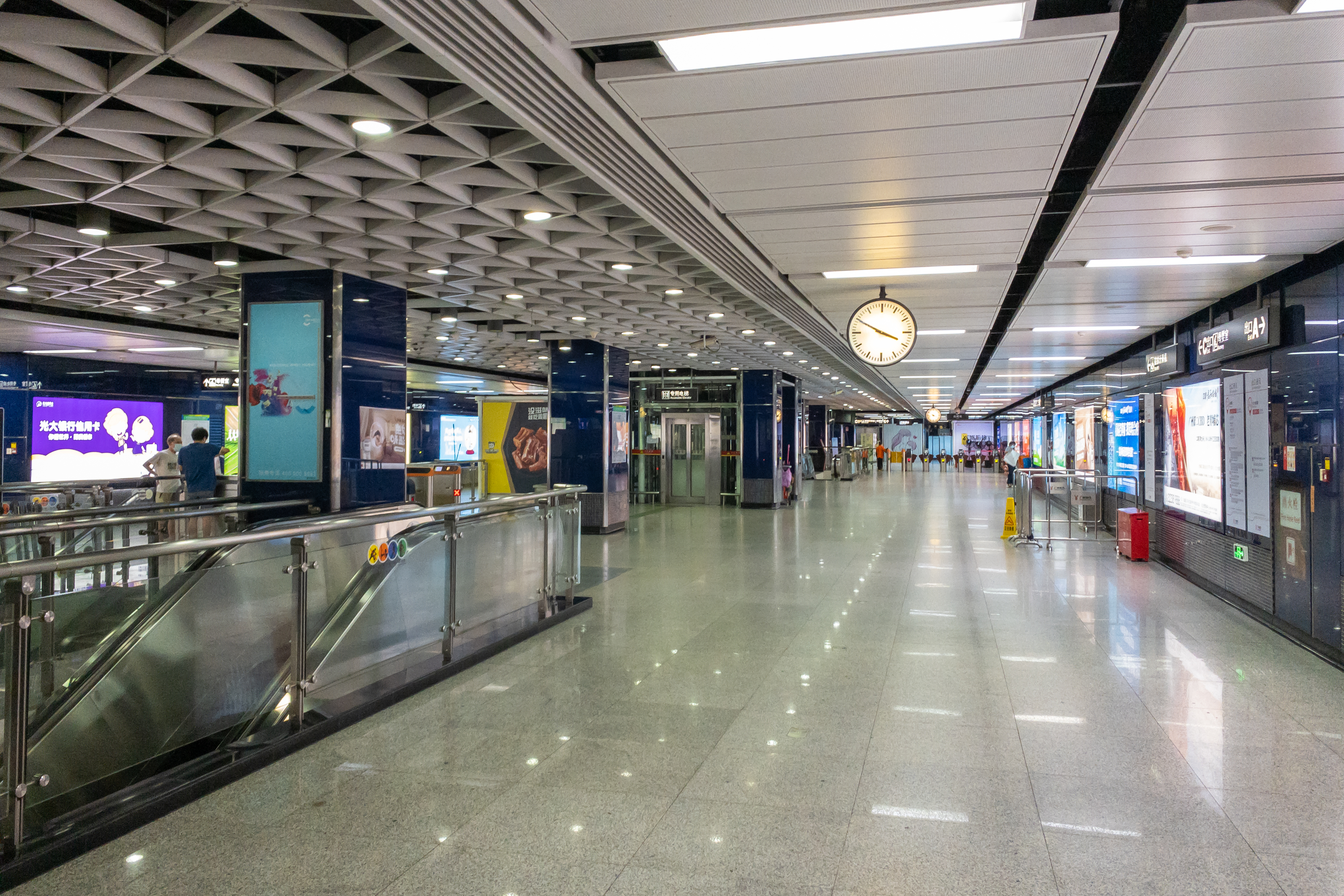
コンコース

## 駅周辺
- 港湾小学
- 港湾一村
- 裕港ビル
- 黄埔派出所
- 港湾五村
- 黄埔中凱名店城

## 隣の駅
広州地下鉄
■ 5号線
魚珠駅 521 - 大沙地駅 522 - 大沙東駅 523